# Чемпіонат Європи з сокки
Чемпіонат Європи з сокки — міжнародний турнір з сокки, в якому беруть участь європейські чоловічі національні команди, що є членами ІСФ.

## Історія

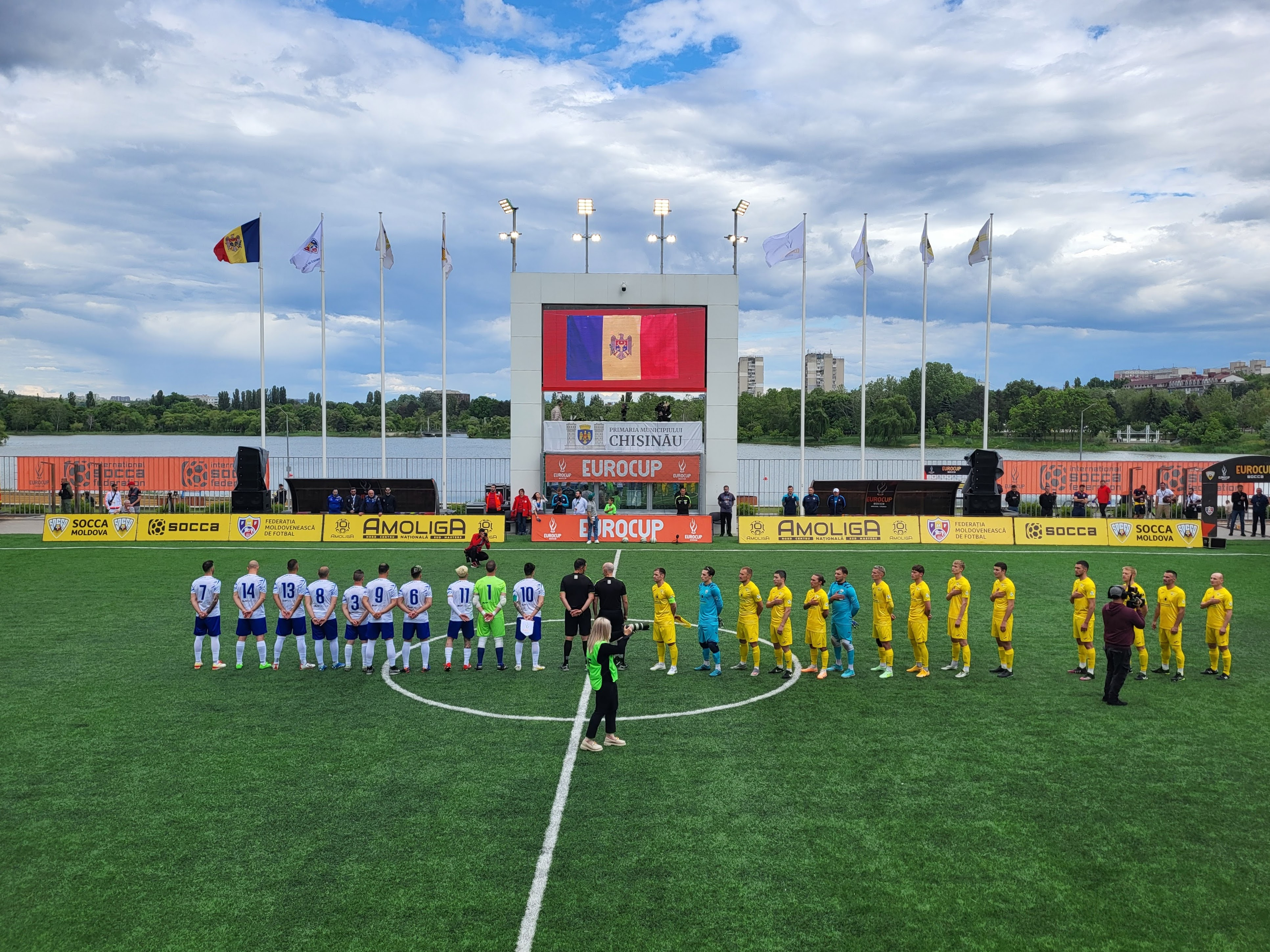
Початок матчу на Socca EuroCup

Перший в історії Єврокубок з сокки пройшов у Молдові з 29 березня по 2 квітня 2023 року. У ньому взяли участь 13 команд.
На турнірі команди були поділені на дві категорії. До категорії 1 увійшли команди, що боролись виключно за титул чемпіона Європи з сокки, а до категорії 2 — команди, що претендували як на титул чемпіона Європи, так і на три кваліфікаційні позиції, що надавали можливість брати участь у чемпіонаті світу тим командам, які не могли туди кваліфікуватись автоматично за рахунок власного рейтингу. В кваліфікаційному раунді для команд категорії 2, збірна Румунії та збірна Грузії стали переможцями своїх груп, завдяки чому отримали для себе місця на чемпіонаті світу 2023 року. Ще одна путівка на мундіаль, що в тому році проводився в німецькому Ессені, дісталась збірній Албанії.

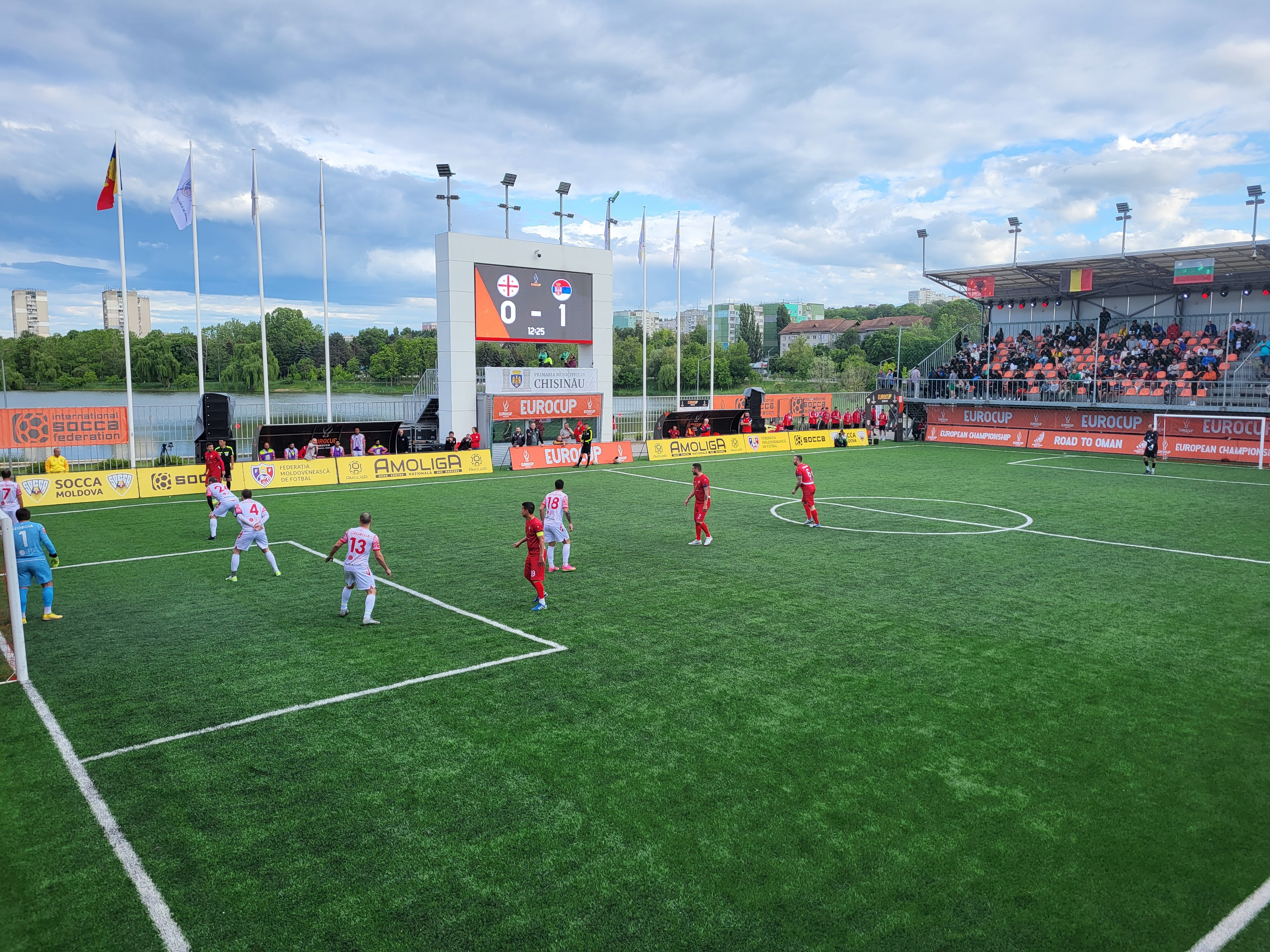
Socca EuroCup 2024, Грузія - Сербія

У фінальній стадії дебютного Єврокубку з сокки, золоті медалі розігрували між собою збірна Казахстану та збірна Румунії. Фінальна гра завершилася внічию та дійшла до серії післяматчових булітів, в якій сильнішою виявилась казахська команда. У матчі за 3-тє місце збірна Хорватії виграла з рахунком 1:0 у збірної Грузії та здобула бронзові медалі турніру.
Єврокубок—2024 вдруге поспіль проводився в Молдові, а на турнір додатково було запрошено неєвропейську збірну Оману, як країну-господарку чемпіонату світу.

## Результати
| 2023 | Кишинев, Молдова | · Казахстан | 3–3 (бул. 2-1) | · Румунія  | · Хорватія | 1–0            | · Грузія  |
| 2024 | Кишинев, Молдова | · Казахстан | 3–0            | · Хорватія | · Румунія  | 2–2 (бул. 3-2) | · Оман    |
| 2025 | Кишинев, Молдова | · Польща    | 4–2            | · Франція  | · Хорватія | 2–1            | · Іспанія |

## Розподіл медалей за країнами
| Країна      | Чемпіони       | 2-е місце | 3-є місце      | 4-е місце |
| ----------- | -------------- | --------- | -------------- | --------- |
| · Казахстан | 2 (2023, 2024) | –         | –              | –         |
| · Польща    | 1 (2025)       | –         | –              | –         |
| · Хорватія  | –              | 1 (2024)  | 2 (2023, 2025) | –         |
| · Румунія   | –              | 1 (2023)  | 1 (2024)       | –         |
| · Франція   | –              | 1 (2025)  | –              | –         |
| · Грузія    | –              | –         | –              | 1 (2023)  |
| · Оман      | –              | –         | –              | 1 (2024)  |
| · Іспанія   | –              | –         | –              | 1 (2025)  |